# Star de cinéma

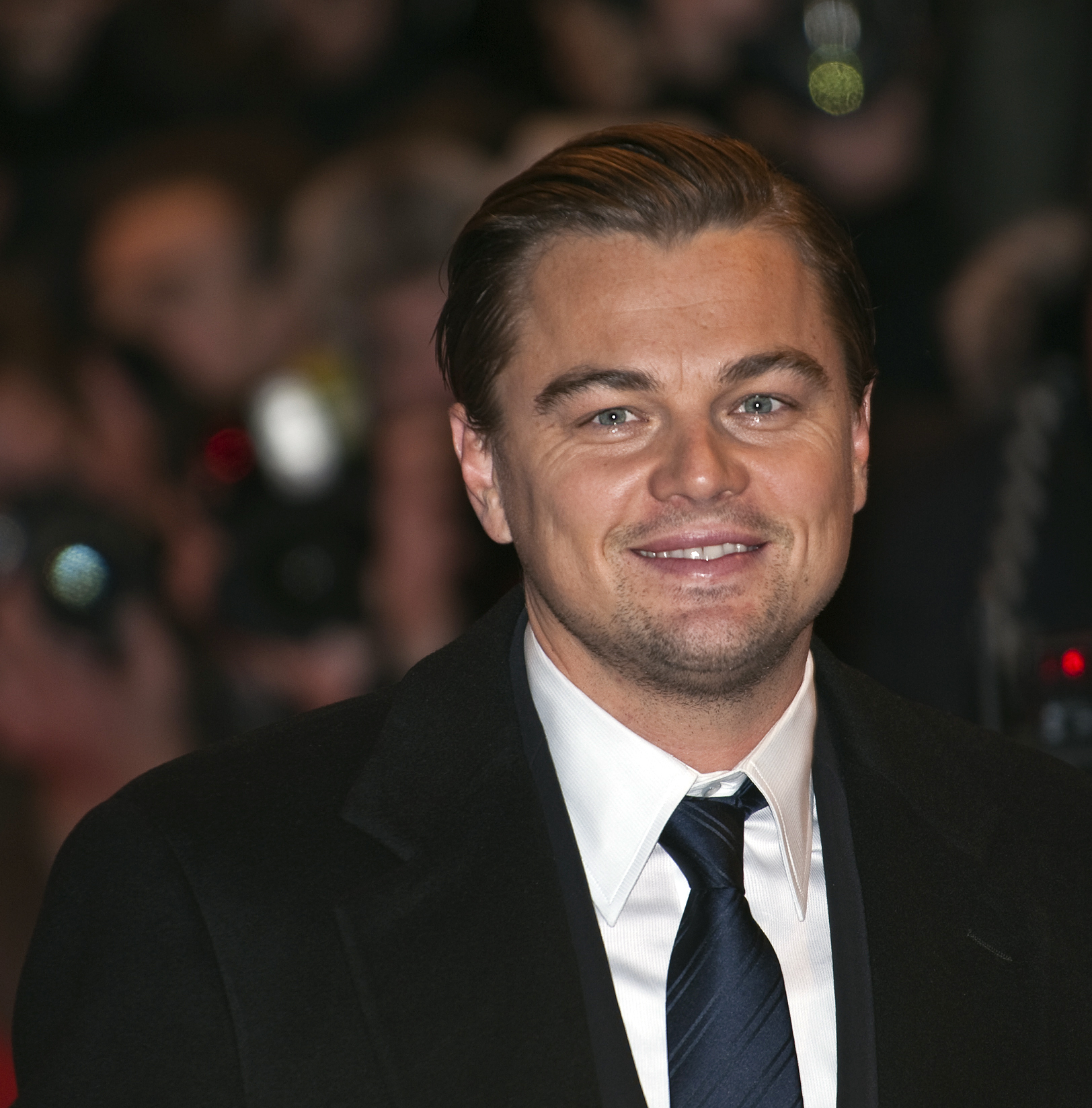
L'acteur Leonardo Dicaprio (ici, en 2010), devenu une star mondialement réputée depuis son interprétation dans le film Titanic de James Cameron.

Une star de cinéma, autrement appelée « vedette » désigne un acteur de cinéma ou de théâtre publiquement adulé. L'apparition des stars de cinéma est liée à l'émergence du cinéma hollywoodien durant les années 1920 et 1930.